# Stazione di Villa Opicina
La stazione di Villa Opicina è la stazione ferroviaria di Opicina, frazione di Trieste. È posta su due linee ferroviarie internazionali: la ferrovia Transalpina e la Meridionale.
Rappresenta l'hub della città di Trieste per il trasporto ferroviario verso la Slovenia, in quanto gli unici treni in servizio passeggeri sono provenienti o diretti oltre confine.

## Storia
La stazione fu aperta il 23 luglio 1906 assieme al tratto Jesenice-Trieste Sant'Andrea (Wocheinerbahn) della Ferrovia Transalpina. La stazione, allora in territorio austriaco e gestita dalle Ferrovie imperiali dello Stato austriaco, ebbe la denominazione di Opcina Staatsbahnhof (“Opicina stazione delle Ferrovie dello Stato”) per distinguerla dallo scalo Opcina Südbahnhof (“Opicina stazione della ferrovia Meridionale”) che sorgeva non poco distante sulla ferrovia Meridionale esercita dalla società privata Südbahn. I due scali furono congiunti da una linea di raccordo, lunga 2,033 km e di forma semicircolare, che fu aperta anch'essa il 23 luglio.
Con il passaggio di Trieste e del Carso all'Italia (1918) lo scalo passò in gestione alle Ferrovie dello Stato, che lo ribattezzarono «Opicina» e, dal 1923, «Villa Opicina». Negli anni seguenti la stazione, trovandosi a smaltire un forte smistamento di carri merci, venne fortemente ampliata raddoppiandone la capacità.
Nel 1943 la denominazione della stazione divenne «Poggioreale del Carso» adeguandosi al nuovo nome dato dal regime alla frazione triestina.
Dopo la Seconda guerra mondiale, la stazione divenne valico di frontiera della linea Transalpina. Tra il 1947 ed il 1954 l'impianto fu esercito dall'Azienda Autonoma delle Ferrovie del Territorio Libero di Trieste, quindi tornò ad essere gestito dalle FS.
Con la “1ª legge speciale per Trieste” venne concesso il finanziamento per l'unificazione di questa stazione con quella di Poggioreale Campagna, posta sulla linea Trieste-Lubiana (ex Meridionale Austriaca).

Schema dell’unificazione delle due stazioni di Poggioreale

I lavori per l'unificazione iniziarono nel 1956; venne costruito un nuovo grande fabbricato viaggiatori a fianco di quello originario, che venne adibito ad uffici ed alloggi per il personale delle ferrovie jugoslave.
Il nuovo impianto unificato venne attivato in due fasi: dal 29 maggio 1960 fu utilizzato dai treni merci, mentre quelli passeggeri continuavano a transitare per la vecchia stazione di Poggioreale Campagna; questi ultimi iniziarono ad utilizzare la nuova stazione il 15 gennaio 1963, e contemporaneamente venne soppresso il vecchio tracciato per Poggioreale Campagna.
Nel 1968 la denominazione della stazione tornò ad essere l'attuale Villa Opicina.

## Movimento

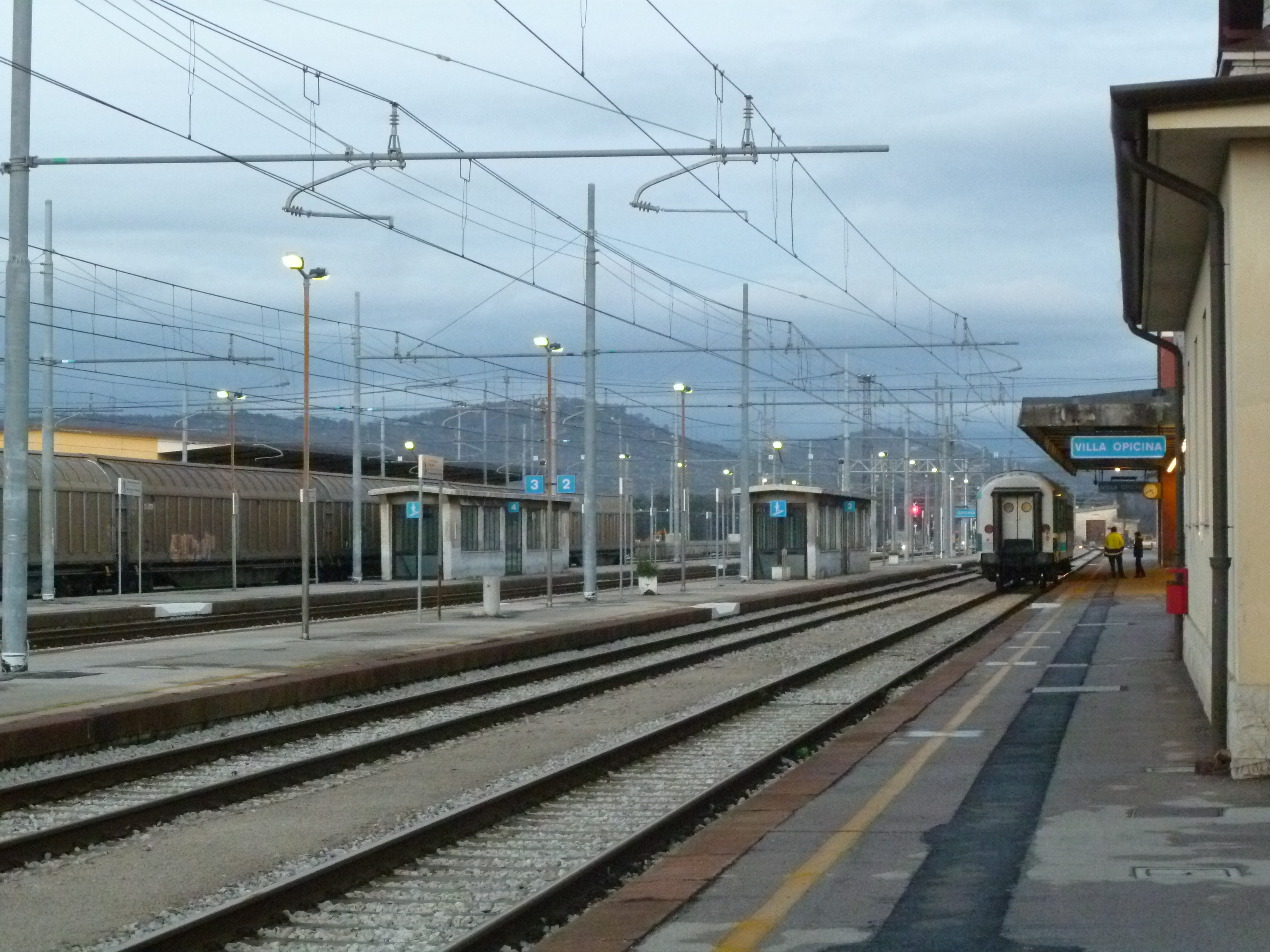
I binari passeggeri della stazione. Al binario 1 si vede il vagone diretto a Sesana del treno Opicina - Lubiana

La stazione è interessata dal transito di alcune coppie di treni regionali Villa Opicina-Sesana-Lubiana, operati dalle Ferrovie slovene.
Da settembre 2018 fermano anche due coppie di treni internazionali da/per Lubiana con capolinea a Udine e a Trieste Centrale.
Da aprile 2024 è previsto anche un treno internazionale che partirà da questa stazione per giungere a Fiume (di mattina) e il corrispondente treno di ritorno (di sera).

## Interscambi
- Fermata autobus